# Sharar Haidar
Sharar Haidar (en árabe: شرار حيدر‎; Irak, 15 de agosto de 1971 - Estanbul, 22 de septiembre de 2023) fue un futbolista iraquí que jugó en la posición de defensa.

## Carrera

### Club
Jugó toda su carrera con el Al-Karkh SC de 1988 a 1998.

### Selección nacional
Jugó para Irak en cuatro ocasiones de 1989 a 1992 sin anotar goles, participó en la Copa Mundial de Fútbol Sub-20 de 1989 y en los fallidos procesos clasificatorios rumbo a Italia 1990 y Estados Unidos 1994.

## Tras el retiro
En 1998 Haidar contó en una entrevista cómo los jugadores eran torturados luego de perder partidos por órdenes de Uday Hussein. De 2003 a 2022 fue presidente del Al-Karkh SC.

## Muerte
Sharar Haidar murió de un ataque cardíaco en Estambul el 22 de septiembre de 2023 a los 52 años.